# 朱學恒
朱學恒（1975年2月19日—），臺灣作家、翻譯家、主持人、政治名嘴、成衣商人及網路直播主。他是奇幻文化藝術基金會的創辦人兼董事長以及開放式課程網頁正體及簡體中文版翻譯計畫主持人。
2023年10月23日，因涉強制猥褻臺北市議員鍾沛君被北檢起訴，2024年3月29日臺北地方法院判決朱學恒強制猥褻鍾沛君一案有罪，處有期徒刑1年2月。二審判決於2024年11月14日宣判有期徒刑11月。朱學恒放棄上訴，於2025年1月24日入獄服刑。

## 生平
朱學恒出生於臺北市，籍貫江蘇省贛榆縣，其祖父朱秉蓮為抗日烈士之一。畢業於師大附中和國立中央大學電機工程學系。高中時期曾任語言藝術研究社社長。
2000年代初前後，他專注於從事桌上角色扮演遊戲及奇幻文學作品之推廣與翻譯事業；他的翻譯代表作有《龍槍》系列、《魔戒三部曲》、《哈比人歷險記》、《星際大戰》索龍（英語：Grand Admiral Thrawn）三部曲等。
2002年，翻譯《魔戒》所得的500萬新台幣版稅捐出成立奇幻文化藝術基金會，其宗旨為建構台灣奇幻文學環境，陸續舉辦三屆奇幻文化藝術獎以及二屆奇幻文化博覽會。翻譯魔戒前，朱學恒推廣奇幻文學以及TRPG遊戲，包括翻譯龍與地下城、龍槍編年史等。
2002年12月7日，以「奇幻文化藝術」推廣為主要宗旨的「奇幻文化藝術基金會」正式成立，於紐約紐約購物中心七樓舉辦成立大會，大會中邀請角色扮演、桌上角色扮演遊戲、奇幻基地以及魔戒相關領域人士，展開為期兩天的展覽活動，另外邀請城邦文化負責人何飛鵬及詹宏志一齊參與活動。
2004年1月3日，一群「活在龍的世界」的奇幻文學愛好者再次聚集於紐約紐約購物中心舉辦一場名為「沒有龍的世界我不要」的「奇幻嘉年華」活動，一方面是慶祝奇幻文化藝術基金會成立周年，另一方面同時是紀念魔戒作者托爾金的生日。
2004年，啟動了中文翻譯計畫「麻省理工學院開放式課程計畫OOPS」，但因募款不易，陸續將翻譯所得之版稅投入基金會維持運作。
於2005年獲總統文化獎青年創意獎，此為中華民國總統親自頒發之台灣文化界最高榮譽，並為當時本獎項最年輕獲獎者。朱學恒得獎後，將100萬元新台幣的獎金全數捐給開放式課程計畫。他的得獎理由為翻譯「魔戒三部曲」中文版、成立財團法人奇幻文化藝術基金會、創辦奇幻藝術獎並推動各項知識推廣及分享活動，其捐出自身翻譯所得，號召全球各地專業人士義務參與開放式課程中文翻譯計畫、文化交流、知識開放和共享的推廣。
於2006年當選國立中央大學第三屆傑出校友。
於2007年獲《紐約時報》報導個人經歷與開放式課程計畫，報導稱他捐出翻譯魔戒的百萬美金版稅，進行翻譯開放式課程的公益行動，成為恰能代表近幾年東西方差距拉近的青年人物，並於同年登上由上海《第一財經日報》所籌畫的中國SNS先鋒人物榜（China SNS Pioneer Top 15）。
2010年8月9日，國民黨秘書長金溥聰邀請朱學恒擔任國民黨青年軍網軍的訓練營講師。
2023年6月8日，遭國民黨台北市議員鍾沛君指控於2022年8月6日聚餐時對其進行強摟強吻等性騷擾行為，同日稍後朱發文承認事實並道歉。6月9日，朱學恒宣佈即日起「无限期停止公眾活动」。同年10月朱遭台北地檢署起訴。

## 政治立場

### 死刑
朱學恒是時常發言並強烈反對臺灣廢除死刑的知名人物之一，於2009年擔任中華民國行政院研考會2020願景計畫生活頻道主持人，並利用該機會針對死刑議題進行網路投票及討論，以一個IP一票計算，共獲得七千餘人參與。投票結果為支持死刑94%，反對死刑6%。他曾在部落格及自身的Facebook粉絲團發表多篇言論，反對政府拒絕執行已定讞之死刑犯的處刑，並批評官僚迎合人權團體和外國壓力的心態。
朱學恒在支持死刑及批判廢死團體、人權團體時，經常訴諸「被害傷痛」、「不能原諒」、「以德報德、以怨報怨的人類基本價值觀」、「只為求一個基本的正義」、「撐下去，直到正義到來的那一天」之類的詞彙。關於死刑存廢之理論和實證的正反論點及證據上，朱學恒較少表達意見。
2010年3月27日，朱學恒在經過七天的網路串聯後，舉辦「傾聽受害者和家屬的聲音」活動，警方估計約有1,500人到總統府前凱道靜坐，民眾拿著自製的「傾聽就是力量，我與受害者同在！」等白布條表達支持。到場參與的作家九把刀說，他厭惡一些專家學者把寬恕的高帽子硬戴在受害者家屬身上，痛批：「幫助邪惡的人，比犯罪更邪惡！」法務部常務次長吳陳鐶說：「犯罪被害人或家屬的心理輔導及補償金都是法務部監督的重點工作，會多聆聽家屬意見。」廢除死刑推動聯盟執行長林欣怡則說：「我們雖推動廢死，但支持被害人家屬心聲被聽見。」
2010年10月16日，曾在大眾媒體上公開支持廢死聯盟的中正大學法律系教授盧映潔，因其不滿朱學恒Facebook的粉絲團頁上有網友以「腦殘」、「腦袋有洞」、「白癡老師」、「智障」、「低能到翻」等負面字眼對她做人身攻擊，隨即以最速件公文要求朱學恒刪文道歉暨簽署具結書，但因和解條件中有疑似箝制言論自由的爭議而遭到朱學恒拒絕，並在Facebook和自己的非營利事業網站上面連續發出相關後續事件的文章數日。除了朱學恒之外，盧映潔也對在朱學恒的Facebook上留言罵她的網友都提出告訴。該事件最後，大部分被提出告訴的人士與盧映潔聯繫後達成和解，盧撤回告訴。朱學恒的部分被台北地檢署以不起訴處分終結，但有另兩位不願和解的網友被嘉義地檢署檢察官起訴。

## 爭議事件

### 部落格網悼涉觸法
2011年3月13日，雲林縣一名葉姓少女失蹤，此案於21日破案，該少女遭甫出獄的性侵累犯姦殺並棄屍。朱學恒在部落格上貼出葉姓少女的照片與完整姓名，在網路上招集網友替葉姓少女悼念，於2011年3月30日收到內政部要求撤除該文的要求，因公開被害者的姓名涉違反《性侵害犯罪防治法》。
葉爸爸之後出面感謝各界關心，也請網友把祝福和愛放在心裡就好。雲林縣社會局對於此案，以公開資訊目的在追求公益，以及業經被害者遺屬同意為由，不予處罰。

### 政大學生採訪通知信事件
2011年5月5日，一名政治大學新聞系《大學報》的實習學生打算採訪知名網路作家九把刀，卻在寄出採訪通知信時錯寄給朱學恒，朱學恒因覺得有趣而公佈信件內容（包含該同學姓名）。一些網友認為記者欲採訪卻弄錯對象是件誇張之事並強烈批評，政治大學學生得知此事也開始反擊朱學恒與批評該名學生的網友。
校方認為此事（認錯人）有失記者的所為，會針對此事進行檢討，而黃姓同學也隨後寄出了道歉信函，但朱學恒覺得雙方都沒錯，認為不應道歉與懲罰。

### 誹謗孫維新事件
2012年12月15日，國立自然科學博物館館長孫維新以影片向大眾宣導「破除2012世界末日七大迷思」，不必為了末日謠言恐慌，不要被名嘴嚇唬等等。朱學恒觀看影片後，在自己的Facebook發文批評孫維新。
在許多網友留言挺孫批朱之後，朱學恒回覆：「如果你像我一樣認識孫維新那麼多年和看過他私底下的官威，對他的尊敬還會剩下百分之一的話，我就請你吃牛排。」然而朱學恒所謂的認識多年，是他大學時上過孫維新的課，而不是有什麼私交。孫維新在幾小時後，於朱學恒的Facebook留言回應自己並不認識朱學恒，且希望負面評價勿涉及科博館，朱學恒則繼續質疑孫維新避重就輕。
朱學恒在其Facebook個人頁面上大發「請吃牛排」的祭品文，並在19日上午公開邀請前50位報名的網友享用知名餐廳的牛排大餐，另將50份捐給家扶基金會，但無網友出面表示得到免費牛排餐。朱學恒表示，請吃牛排是因為願賭服輸，而不是因為他自認說錯話。雖然朱學恒夫婦先後表示歡迎孫維新提告，到法庭上辯清事實。但孫維新本人則沒有再於朱學恒的Facebook留言回應，目前為止也沒有在任何公開場合表示意見。

### 吃香蕉暗諷邱毅事件
2014年3月29日，前立委邱毅上年代電視台《新聞追追追》節目，宅神朱學恒在鏡頭前大吃香蕉暗諷邱毅眼殘，把照片中的向日葵看成香蕉，造就了《古有趙高指鹿為馬，今有邱毅指花為蕉》。一時之間成為各大媒體焦點，邱毅因該事件而再次淪為笑柄。後續造成網友們熱烈討論，朱學恒因此在臉書上表示謝謝招待。

### 慈濟內湖開發案爭議
2015年2月24日，玄奘大學教授釋昭慧與朱學恒一同受邀到東森電視台《關鍵時刻》節目錄影，談論慈濟社福園區開發案。兩人疑似在節目上鬧不愉快，先是朱學恒在臉書發文罵釋昭慧「口業造得比誰都深」與「說理比飆車族還差」，隨後引來釋昭慧在臉書回應，指出朱學恒在節目上拿出「假數據」遭她糾正，還在中場休息時對她「開示」，要她「心中有佛，見人就會是佛」，釋昭慧反擊指朱學恒當初曾票選十大惡人，依此邏輯，其本身就是「大惡人」。

### 顧立雄毒品管制提案
2016年8月4日，時任民主進步黨籍立法委員顧立雄在立法院提出施用毒品罪醫療前置化，提倡以全面戒癮治療處理施用一、二級毒品施用者，不同於現行法律規定由檢察官以戒癮治療緩起訴，而給予施用毒品者全面有受醫療戒癮機會。引起朱學恒的批評，誤認其為毒品除罪化而在網上引起雙方的激烈爭執。

### 大阪假新聞爭議
關西機場因燕子颱風關閉事件中，有新聞報導中國大陸使館派出接駁車至封閉中的關西國際機場轉運受困的中國大陸旅客，並稱「台灣民眾自認是中國人的也可上車」。朱學恒在2018年9月6日的節目《關鍵時刻》中針對此事批評台灣駐日單位「從大阪到東京表現都爛到不行」，但日方稍後則回應關西機場方面並未接受中國使館派遣接駁車的要求。2018年9月14日臺北駐大阪經濟文化辦事處處長蘇啟誠自縊，其死因被認為或與輿論壓力與外交部內部處置相關。部分網友支持外交部觀點，認為此事件主因為謠言影響輿論與外交單位的援助規畫，並認為朱學恒等名嘴應為其此事件中之發言負起責任。另一方面，也有網友援引家屬稍後發表之聲明，認為外交部處理此事件之態度才是蘇啟誠自殺主因。

### 評論酒駕事件引發爭議
朱學恒在2021年9月2日與宋少卿的直播中，提及媒體人黃暐瀚的母親遭酒駕撞死，朱學恒就在宋少卿面前直言「我一定把酒駕的那個人活活打死」、「你喝酒開車把人撞死，結果因為抄心經就獲得原諒」、「不要說是渡人，我看了就很肚爛！」，而此時在一旁的宋少卿臉色愈來愈凝重。宋少卿後來也嚴肅的表示「這點說的真的沒錯，像我自己是酒駕犯行的學長」，朱學恒才尷尬地表示「不好意思，剛剛忘了，又提這件事，我每一次不小心講到這個東西，實在不好意思！」。其後於12月27日臉書中聲稱「今天不弄死酒駕，明天他就弄死你」。結果宋少卿12月28日深夜第五度酒駕被捕，朱也在臉書上發文表示，「之前上直播還唬我說不會再酒駕了，可惡」，並改口為酒駕「刑拘15天+扣車很合理」。此語一出，即被大量台灣網友諷刺其人為「雙重標準」、「沒有原則」、「看顏色決定道德標準」。事後其也指出顯然現在酒駕罰則還是不夠有嚇阻力，應該再修嚴修重。

### 涉對台北市議員鍾沛君強制猥褻事件
2023年5月下旬起台灣各界掀起#MeToo運動，6月8日中國國民黨台北市議員鍾沛君也在臉書上揭露朱曾在2022年8月聚餐上未經同意摟住強制親吻得逞。朱學恒8月19日簽署切結書和解，但與之前簡訊傳給受害者鍾沛君的切結書內容不同，少了「主動摟抱及親吻當事人鍾沛君」一句，事後也違反和解書內容。朱學恒聲稱自己當時「完全喝到斷片，所以後續發生的事情我真心完全不清楚」；然而據鍾說法，朱不僅是繞過餐桌，強吻她兩次，還跟鍾說「反正妳明天也不會記得」，事後還叫Uber離開；鍾也「確知我不是唯一被朱學恒強摟強吻的人」。有法律界和人權事務人士認為，朱學恒強吻的行為，已經構成《刑法》第224條第1項之強制猥褻罪和《性騷擾防治法》第25條之性騷擾罪。鍾沛君後來表示，之所以這次提到這件事，是在東森財經新聞台節目57爆新聞錄影期間再遇上朱學恒，朱學恒談及性騷擾行為，讓鍾沛君再度回憶有關事件。
6月9日，朱學恒在個人YouTube宣佈將「朱學恒的阿宅萬事通事務所」的頻道名稱一度改為「即日起无限期停止公眾活动」，並相應停止所有直播、录影。12日，朱學恒主動向台北地檢署告發自己。朱學恒原先常用作直播的工作室已由黃光芹團隊借用，朱學恒仍擔任幕後工作，並於9月7日與郭鬼鬼同台恢復主持節目。
10月23日，經台北地檢署2度傳喚出庭，朱學恒涉性騷案偵查終結，檢方依刑法強制猥褻罪將朱起訴。臺北地院於2024年3月29日判決朱學恒強制猥褻鍾沛君一案有罪，處有期徒刑1年2月，得上訴。朱學恒不服判決提出上訴，二審法院認為其已認罪且願意和解，改判其11個月有期徒刑。朱學恆表示接受判決，不再上訴。
2025年1月24日，朱學恒入獄服刑。

## 出版作品

### 著作
| 年份       | 書名                                               | 出版社     | ISBN               |
| 2002-12-01 | 《打電動玩英文》                                   | 印刻出版   | ISBN 9867810163    |
| 2006-11-12 | 《玩人生，成大器：朱學恆將人生從選擇題變成問答題》 | 春光出版社 | ISBN 9867848683    |
| 2007-04-25 | 《荒謬激出大創意：朱學恆的混亂冒險學》             | 方智出版社 | ISBN 9789861750620 |
| 2009-01-19 | 《阿宅的奇幻事務所：鬼鬼怪怪的謠言與真相》         | 蓋亞文化   | ISBN 9789866815492 |
| 2009-07-30 | 《新的世界沒有神》                                 | 蓋亞文化   | ISBN 9789866473302 |
| 2010-08-25 | 《宅男子漢的戰鬥》                                 | 蓋亞文化   | ISBN 9789866473982 |
| 2010-08-31 | 《站好，不要靠我的腰！：朱學恒的奶爸戰鬥日記》     | 圓神出版社 | ISBN 9789861333373 |
| 2012-03-21 | 《一入宅門深似海》                                 | 蓋亞文化   | ISBN 9789866157912 |
| 2012-06-29 | 《我的夢想干你屁事》                               | 就是創意   | ISBN 9789862169766 |
| 2012-12-01 | 《阿宅的奇幻事務所--鬼鬼怪怪的傳說與真相》         | 鳳凰出版社 | ISBN 9787550614765 |
| 2013-01-01 | 《有夢就練一萬次》                                 | 譯林出版社 | ISBN 9787544736015 |
| 2015-02-12 | 《夢想無懼》                                       | 蓋亞文化   | ISBN 9789863191216 |

## 主持作品

### 電視節目
- 超視《不正常事件研究中心》
- 壹電視新聞台《決戰五都 FIGHT》（與夏嘉璐合作主持）
- 華視《點燈》
- 公視《正義：一場思辨之旅》

### 電台節目
- 飛碟電台《青春點點點》週五主持人（已停播）
- 飛碟電台《阿宅反抗軍電台》（已停播）
- 快樂聯播網《阿宅反抗軍電台》（已停播）
- 台北流行廣播電台 pop radio《pop搶先爆》12:00時段 主持人（已請辭）

## 過往電視節目來賓
- 东森新闻台

《關鍵時刻》例行來賓
《政治神邏輯》例行來賓
- 中國電視台

《庶民大頭家》例行來賓
- TVBS

《新聞大白話》例行來賓
《國民大會》例行來賓
- 中天新聞台

《新聞龍捲風》例行來賓

## 其他經歷

### 活動發起
- 向殉職員警吳道源致敬卡片牆[66][67]
- 弔唁早凋的春芽——紀念葉小妹妹卡片牆[68][69][33]
- 阿宅反抗軍——千人宅聚活動[70][71]
- 反廢死活動——聆聽被害者的故事[72][73]
- 八二一中正紀念堂阿宅反抗軍股東會[74][75]
- 2013年十大惡人[76]

## 外部連結
- 朱學恒的阿宅萬事通事務所的Facebook專頁
- YouTube上的朱學恒的阿宅萬事通事務所頻道
- 朱學恒的阿宅萬事通事務所的Twitch频道
- 朱學恒的Instagram帳戶